# Sinfonia per violoncello (Britten)
La Sinfonia per violoncello e orchestra o Sinfonia per violoncello, Op. 68, fu scritta nel 1963 dal compositore britannico Benjamin Britten.

## Storia
Britten dedicò il lavoro a Mstislav Rostropovič, che ne eseguì l'anteprima a Mosca con il compositore e l'Orchestra Filarmonica di Mosca il 12 marzo 1964.
Il titolo dell'opera riflette l'equilibrio della musica, più uniforme tra solista e orchestra, rispetto al formato tradizionale del concerto.

## Struttura
Il brano è nella struttura a quattro movimenti tipica di una sinfonia, ma i due movimenti finali sono collegati da una cadenza del violoncello:
- Allegro maestoso
- Presto inquieto
- Adagio – cadenza ad lib
- Passacaglia: Andante allegro